# Angulus mandibulae

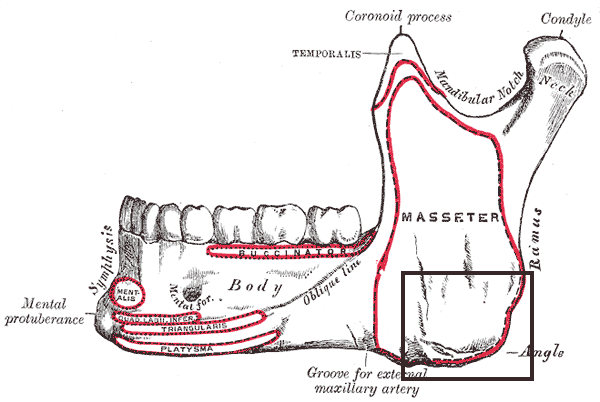
Az ember állkapcsa külső, oldalsó nézetből (a fekete négyzet jelöli az angulus mandibulae-t)

A ramus mandibulae elágazásának alsó részénél található az angulus mandibulae. Jól látható, mert felszíne durva, és mindkét oldalán harántirányú tarajok tarkítják. Külső részén a rágóizom (musculus masseter), belső részén a musculus pterygoideus medialis tapad. A ligamentum stylomandibulare ezen két izom között tapad.